# Leverstellaatcel

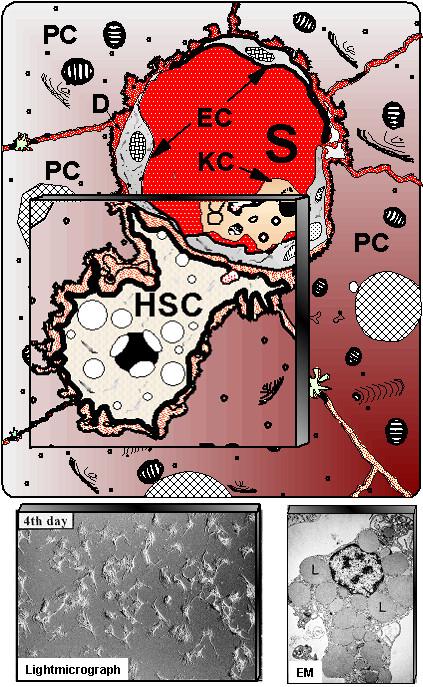
Leverstellaatcellen (HSC) in de buurt van aangrenzende hepatocyten (PC) onder de sinusoïdale endotheelcellen (EC). S – leversinusoïden; KC – Kupffercellen. Linksonder toont gekweekte HSC onder lichtmicroscopie, terwijl rechtsonder elektronenmicroscopie (EM) talrijke vetvacuolen (L) in een HSC laat zien, waarin retinoïden worden opgeslagen.

Leverstructuur

Leverstellaatcellen, ook wel perisinusoïdale cellen of Itocellen (vroeger lipocyten of vetopslagcellen) genoemd, zijn pericyten in de perisinusoïdale ruimte van de lever, ook wel de ruimte van Disse genoemd (een klein gebied tussen de leversinusoïden en hepatocyten). De Itocel is vernoemd naar Toshio Ito, een twintigste-eeuwse Japanse arts, die een vetkleuringsmethode introduceerde om de 'vetopslagcellen' van de lever te identificeren.
De stellaatcel is het belangrijkste celtype dat betrokken is bij leverfibrose, de vorming van littekenweefsel als reactie op leverschade; daarnaast slaan deze cellen vitamine A op en concentreren ze het.

## Structuur
Leverstercellen kunnen selectief worden gekleurd met goudchloride, maar hun onderscheidende kenmerk bij routinematige histologische preparaten is de aanwezigheid van meerdere lipidedruppeltjes in hun cytoplasma. Cytoglobine-expressie is aangetoond een specifieke marker te zijn waarmee leverstellaatcellen kunnen worden onderscheiden van portale myofibroblasten in de beschadigde menselijke lever. In muizenlever (ratten, muizen) is gebleken dat reeline, tot expressie gebracht door Itocellen, een betrouwbare marker is om ze te onderscheiden van andere myofibroblasten. De expressie van reeline neemt toe na leverbeschadiging.

## Functie
In een normale lever worden stellaatcellen beschreven als rustend. Rustende stellaatcellen vertegenwoordigen 5-8% van het totale aantal levercellen. Elke cel heeft verschillende lange cytoplasmatische uitlopers die zich vanuit het cellichaam uitstrekken en de sinusoïden omsluiten. De lipidedruppeltjes in het cellichaam slaan vitamine A op als retinylpalmitaat, de ester van retinol (vitamine A). Leverstellaatcellen slaan 50-80% van de vitamine A in het lichaam op.
De functie en rol van rustende leverstellaatcellen is onduidelijk. Recent bewijs suggereert een rol als een in de lever aanwezige antigeenpresenterende cel, die lipideantigenen presenteert aan en de proliferatie van NKT-cellen stimuleert.
Wanneer de lever beschadigd is, kunnen leverstellaatcellen overgaan in een geactiveerde toestand. De geactiveerde stellaatcel wordt gekenmerkt door proliferatie, samentrekking en chemotaxis. Deze verandering wordt gezien als een transdifferentiatie waarbij de cellen hun stervorm verliezen en die van myofibroblasten verkrijgen. Deze toestand van de stellaatcel is de belangrijkste bron van extracellulaire matrixproductie bij leverletsel. Deze eigenschap maakt het een sleutelfactor in de pathofysiologie van de lever. De hoeveelheid opgeslagen vitamine A neemt progressief af bij leverletsel. De geactiveerde stellaatcel als myofibroblast is ook verantwoordelijk voor het afscheiden van componenten van de extracellulaire matrix, waaronder collageen, die de ontwikkeling van fibrose en de vorming van littekenweefsel kunnen bevorderen. Aanhoudende fibrose wordt verantwoordelijk geacht voor de ontwikkeling van cirrose en leverkanker.
Studies hebben ook aangetoond dat in vivo activering van leverstellaatcellen door middelen die leverfibrose veroorzaken uiteindelijk kan leiden tot veroudering in deze cellen, gekenmerkt door verhoogde SA-bèta-galactosidase-kleuring, evenals p53-accumulatie en activering van Rb–kenmerken van celveroudering. Verouderde leverstellaatcellen blijken leverfibrose te beperken door interacties met NK-cellen te activeren. Veroudering van leverstellaatcellen zou de progressie van leverfibrose kunnen voorkomen, hoewel dit niet als therapie is geïmplementeerd, en het risico van leverfunctiestoornissen met zich mee zou brengen.
|  |  |  |